# La nuova isola del tesoro
La nuova isola del tesoro (新宝島?, Shin takarajima) è un manga creato nel 1947 da Osamu Tezuka. Costituisce la prima opera importante e di grande successo dell'autore, dopo il precedente lavoro d'esordio Maa-chan no nikkichō del 1946, e getterà le basi del fumetto giapponese moderno, contribuendo alla successiva nascita del genere conosciuto come story manga, di cui Tezuka è considerato il padre.

## Trama
La trama del manga si ispira liberamente alle vicende del romanzo L'isola del tesoro di Robert Louis Stevenson. Un giorno un ragazzo di nome Pete trova una mappa del tesoro, che il suo defunto genitore gli aveva lasciato; inizia così un viaggio insieme al Capitano, un vecchio amico di suo padre, alla ricerca del tesoro nascosto. Ma la sua nave è attaccata dai pirati, guidati da Bowarl, e i due vengono catturati. Quando una tempesta colpisce la nave pirata, i due sono gettati in mare e trasportati sulla riva di una sperduta isola nell'oceano del sud. Con loro grande sorpresa, scoprono che quella misteriosa isola è il posto che stavano cercando

## Analisi dell'opera
Il manga fece fortuna grazie all'uso innovativo delle inquadrature, quasi cinematografiche, che diedero alle tavole una forte dinamicità, ribaltando i canoni dei manga statici dell'epoca e generando qualcosa di nuovo, mai visto prima nella storia del fumetto giapponese.